# Penobscot

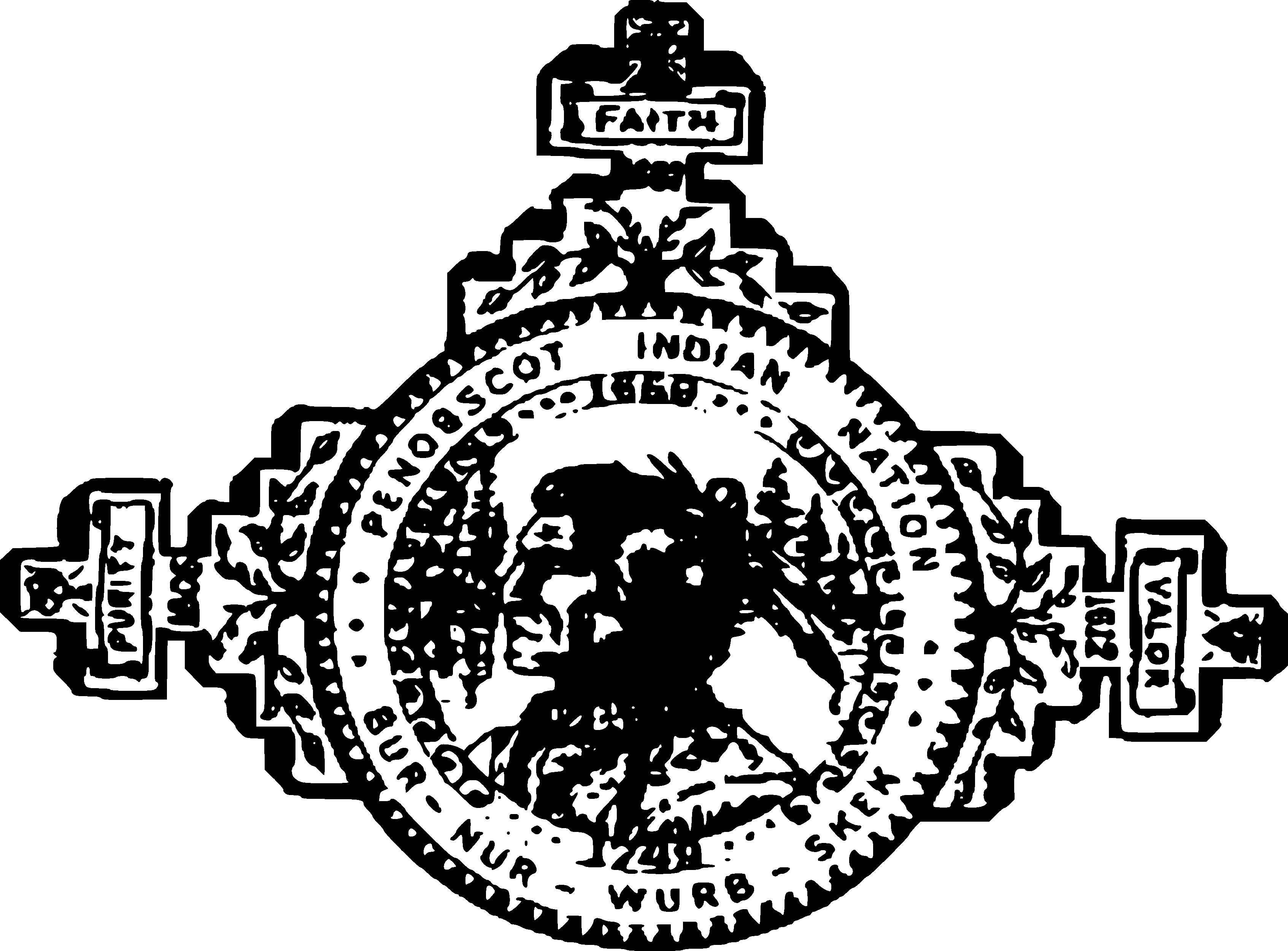
Bandera de los Penobscot

Los penobscot (penawapskewi) son una tribu india algonquina, que formaba parte de la confederación abenaki, cuyo nombre proviene de la palabra pannawanbskek significando “se alza sobre las rocas blancas” o “catarata entre los arrecifes”.

## Localización
Antiguamente ocupaban ambas orillas de la bahía de Penobscot y del río Penobscot, en Maine. Actualmente habitan principalmente en la llamada Reserva Penobscot en  Indian Island, Old Town (Maine), con 145 525 acres.

## Demografía
Se calcula en diez mil personas la población penobscot antes del contacto con los europeos. Posiblemente eran un millar en 1736, pero estimaciones posteriores daban 700 (1753), 400 (1759), 700 (1765), 350 (1789) y 347 (1803). En 1920 eran unos 400 indios, pero aumentaron a 849 en 1969. En 1990 eran unos 1500 individuos.
Según datos de la BIA de 1995, en la Reserva Penobscot de Maine vivían 1206 personas (2105 apuntadas al rol tribal). Según datos del censo de 2000, había 2045 penobscot puros, 45 mezclados con otras tribus, 1557 mezclados con otras razas y 149 mezclados con otras razas y otras tribus. En total, 3801 individuos.

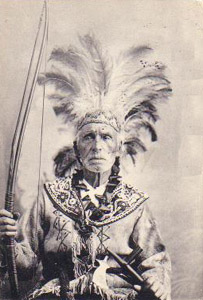
Jefe Penobscot

## Costumbres
El centro principal de la tribu se encontraba cerca del actual Veazte (Maine). Vivían de la caza, la pesca y la recolección, con movimientos estacionales para buscar nuevas fuentes de alimentación. Cuando llegaba el invierno, pequeños grupos familiares vivían en campamentos de caza, con territorios de caza familiares separados, cuyos derechos se transmitían por línea paterna. Los poblados estaban habitados durante el verano.
El oficio de caudillo tribal comprendía cierto poder, era representante tribal en las ceremonias o en el comercio con los forasteros, y a veces intercedía en las disputas.
Vivían en wigwams de forma cuadrada y con techo piramidal; llevaban gorros de piel de zorro y vestidos de cuero. También hacían canoas de corteza y cazaban gamos, ciervos y osos con trampas. 

## Historia
Pertenecían a la confederación abenaki, como los norridgewock y los passamaquoddy. Contactaron ya con los blancos en el siglo XVI. En 1605, cuando el jefe mayor de la confederación era el gran jefe Bessabez (llamado Bashaba por los ingleses), les visitó Samuel de Champlain y les llamó norumbega. Los principales asentamientos eran Pentagouet, Mattawamkeag, Olamon, y Passadumkeag.
A partir de 1606 la región sufrió la injerencia extranjera, guerras intertribales e invasiones. Bessabez fue muerto y luego se desató una terrible epidemia de viruela introducida por los colonos. En 1687 admitieron una misión católica francesa. Desde 1669 ayudaron a los franceses en la guerra contra los ingleses hasta 1749, año en que se firmó la paz. A pesar de todo, el 3 de noviembre de 1755 una proclama del Parlamento de Massachusetts les declaraba “enemigos, rebeldes y traidores”, y ofrecía una recompensa “por cada cabellera de indio varón... de 40 libras; por cada cabellera de mujer india joven o varón joven de menos de 12 años muerto, 20 libras”. 
Más tarde ayudaron a los independentistas norteamericanos y firmaron un tratado con el estado de Massachusetts, que les reconocía su territorio, cultura y autonomía y definía los servicios que el nuevo estado prestaría a los indígenas. Así hicieron parte de Estados Unidos y no de Canadá con la mayoría de los abenaki. Al crearse en 1820 el estado de Maine, éste desconoció la territorialidad de los penobscot y los relegó a Old Town. Conservaron sin embargo sus costumbres y se dedicaron a la cestería, al deporte (el famoso jugador de béisbol Louis Sockalexis era penobscot) o a trabajar como guías forestales. 
Desde la década de los 1960s optaron por reivindicar sus derechos territoriales frente al estado de Maine, al que acusaron de violar la "Federal Trade and Non-Intercourse Act" de 1790. En 1969, y conjuntamente con los passamaquoddy, bloquearon la carretera a Princeton. En octubre de 1978 recibieron 37 millones de dólares como compensación. En 1980 volvieron a ganar un juicio contra el estado de Maine y la Maine Indian Claims Settlement Act y, junto con los passamaquoddy, recibieron 80 millones de dólares por tierras arrebatadas. 
La Nación Penobscot tiene derecho a elegir un vocero ante la Cámara de Representantes de Maine, actualmente la representante Donna M. Loring. Este derecho ejercido desde 1823 y formalizado en 1907 fue desconocido en 1941, restaurado en 1975 y perfeccionado en 1996 y 1999. Actualmente penobscot y passamaquoddy luchan para que sus respectivos voceros tengan derecho a voto y se conviertan plenamente en representantes a la Cámara.

## Gobierno propio
La Nación Penobscot está regida por un jefe, un vicejefe y un Consejo integrado por seis personas elegidas. En 2004 el jefe era Barry Dana. El 9 de septiembre de 2006 fue elegido como nuevo jefe Kirk Francis y como vicejefe Dennis Pehrson. La Administración Tribal de la Nación Penobscot tiene seis departamentos: recursos naturales, finanzas, asuntos jurídicos, contratación y obras públicas. Además funciona autónomamente el Departamento de Salud Penobscot y en Indian Island hay una escuela secundaria.

## Literatura
Los penobscot poseen una abundante literatura oral, muchos de los relatos son actualmente contados en muchos lugares por John Bear Mitchell, profesor de asuntos nativos en la secundaria de Indian Island. Recientemente se ha destacado la escritora penobscot Jean Thompson Ssipsis (1941), trabajadora social, autora de Molly Molasses and Me: a Collection of Living Adventures (1988).

## Imágenes

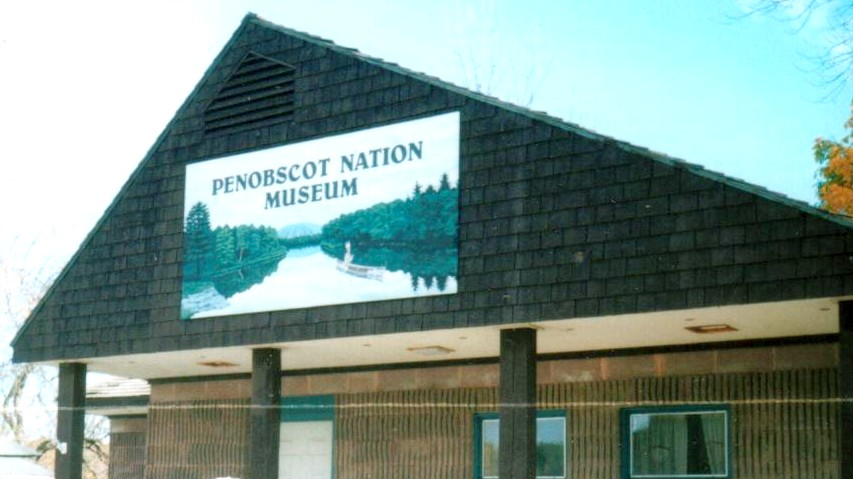
El cartel anuncia que la casa es el Museo de la Nación Pensbcot,[3] Indian Island.
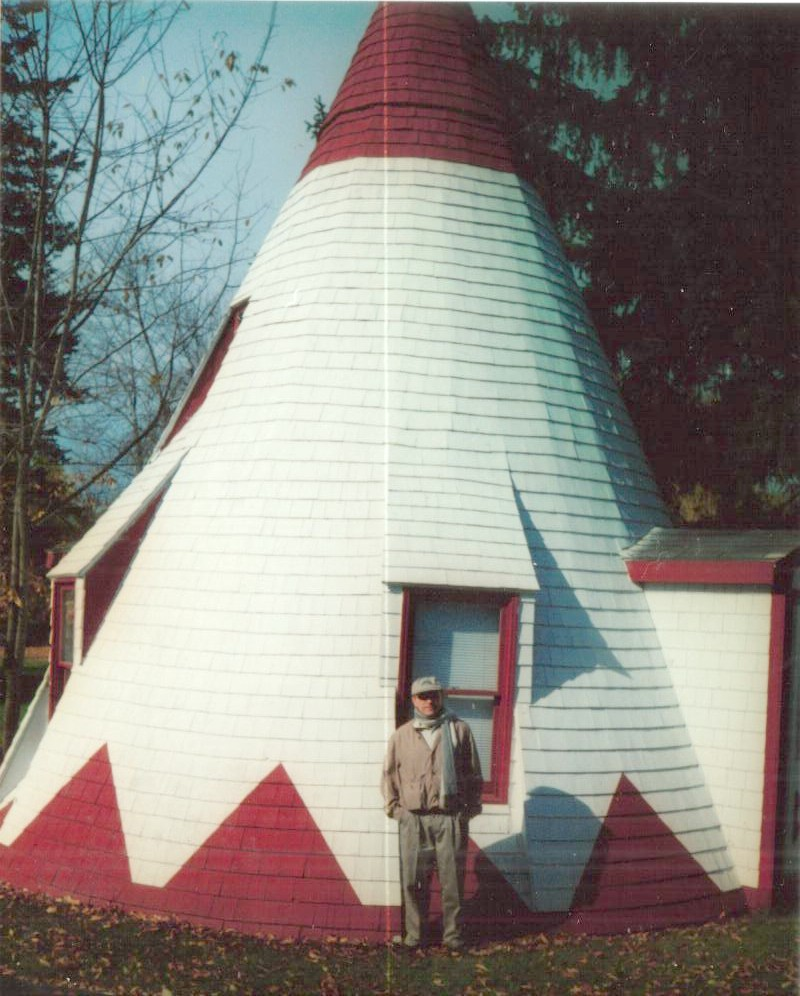
Oficina del Consejo Penobscot. Además funciona la Casa de la Administración de la Nación Penobscot